# Austinogebia edulis
Austinogebia edulis is een tienpotigensoort uit de familie van de Upogebiidae. De wetenschappelijke naam van de soort is voor het eerst geldig gepubliceerd in 1992 door Ngoc-Ho & Chan.